# Sondergerichtshof für Sierra Leone
Der Sondergerichtshof für Sierra Leone (englisch Special Court for Sierra Leone, SCSL) mit Sitz in Freetown war ein durch einen bilateralen Vertrag zwischen Sierra Leone und den Vereinten Nationen vom 16. Januar 2002 geschaffener Hybrid-Strafgerichtshof. Zwei Tage später erklärte Sierra Leones Präsident Ahmad Tejan Kabbah in einer feierlichen Zeremonie den Bürgerkrieg für beendet. 2013 wurde der Sondergerichtshof für Sierra Leone geschlossen. Seitdem, erneut durch einen bilateralen Vertrag zwischen Sierra Leone und den Vereinten Nationen, folgte der Residual Special Court for Sierra Leone (RSCSL) diesem und verwaltet die bestehenden rechtlichen Verpflichtungen.
Der SCSL war ein internationales Gericht, das nach seinem Statut aber nicht nur Völkerrechtsverbrechen, sondern auch bestimmte Verstöße gegen nationales Recht verfolgen konnte, und war damit das erste seiner Art. Es wurde von mongolischen Soldaten bewacht.
Auf dem Gelände des früheren Gerichts befindet sich heute auch das Friedensmuseum von Sierra Leone. Das Gebäude des Gerichtshofs ist weitestgehend dem Verfall überlassen.

## Residualgerichtshof

### Mandat
Der RSCSL hat die Fortführung der rechtlichen Verpflichtungen des SCSL zu garantieren. Er ist für das Archiv genauso zuständig, wie auch für den Zeugenschutz und die Unterstützung des Sierra Leone Correctional Service. Als besondere Aufgabe kommt ihm das Recht zu, Anklage gegen den einzigen flüchtigen mutmaßlichen Kriegsverbrecher des Bürgerkrieges, Johnny Paul Koroma, zu erheben und das Verfahren durchzuführen. Er wurde 2003 für tot erklärt, schlussendlich soll er 2017 in seiner Heimat verstorben sein.

### Organisationsaufbau
| Richter                              | Herkunftsland                        | Status                               | Ernannt durch                        | Amtszeit                             |
| durch die Vereinten Nationen ernannt | durch die Vereinten Nationen ernannt | durch die Vereinten Nationen ernannt | durch die Vereinten Nationen ernannt | durch die Vereinten Nationen ernannt |
| ------------------------------------ | ------------------------------------ | ------------------------------------ | ------------------------------------ | ------------------------------------ |
| Pierre Boute                         | Kanada                               | Präsident Mitglied                   | Generalsekretär                      | seit 2022–2024 seit 2013             |
| Paula da Conceição Machatine Honwana | Mosambik                             | Mitglied                             | Generalsekretär                      | seit 2024                            |
| Oagile Bethuel Key Dingake           | Botswana                             | Mitglied                             | Generalsekretär                      | seit 2013                            |
| Teresa Anne Doherty                  | Vereinigtes Königreich               | Mitglied Vize-Präsident              | Generalsekretär                      | seit 2013 2018–2022                  |
| Shireen Avis Fisher                  | Vereinigte Staaten                   | Mitglied                             | Generalsekretär                      | seit 2013                            |
| Andrew John Hatton                   | Vereinigtes Königreich               | Mitglied                             | Generalsekretär                      | seit 2013                            |
| Isaack Lenaola                       | Kenia                                | Vize-Präsident Mitglied              | Generalsekretär                      | seit 2024 seit 2013                  |
| Richard Brunt Lussick                | Samoa                                | Präsident Mitglied                   | Generalsekretär                      | seit 2024 seit 2013                  |
| Philip Nyamu Waki                    | Kenia                                | Mitglied Präsident                   | Generalsekretär                      | seit 2013 2014–2016                  |
| Renate Winter                        | Österreich                           | Mitglied Präsident                   | Generalsekretär                      | seit 2013 2016–2018                  |
| durch Sierra Leone ernannt           |                                      |                                      |                                      |                                      |
| Desmond Babatunde Edwards            | Sierra Leone                         | Mitglied                             | Sierra Leone                         | seit 2013                            |
| Jon Kamanda                          | Sierra Leone                         | Mitglied Vize-Präsident Präsident    | Sierra Leone                         | seit 2013 2014–2016 2018–2022        |
| Emmanuel Ekundayo Roberts            | Sierra Leone                         | Vizepräsident Mitglied               | Sierra Leone                         | 2022–2024 seit 2013                  |
| Eldred Taylor-Camara                 | Sierra Leone                         | Mitglied                             | Sierra Leone                         | seit 2019                            |
| Alusine Sane Sesay                   | Sierra Leone                         | Mitglied                             | Sierra Leone                         | seit ?                               |
| Tonia Barnett                        | Sierra Leone                         | Mitglied                             | Sierra Leone                         | seit ?                               |
| Name                                 | Herkunftsland                        | Status                               | Ernannt durch                        | Amtszeit                             |
| Ehemalige                            |                                      |                                      |                                      |                                      |
| Abdulai Hamid Charm                  | Sierra Leone                         | Mitglied                             | Sierra Leone                         | 2013–2019                            |
| Brenda Joyce Hollis                  | Vereinigte Staaten                   | Generalanklägerin                    | Generalsekretär                      | 2013–2019                            |
| James C. Johnson                     | Vereinigte Staaten                   | Generalankläger                      | Generalsekretär                      | seit 2019                            |
| Elizabeth Ibamda Nahamya (†)         | Uganda                               | Mitglied Vize-Präsident              | Generalsekretär                      | 2013–2023 2016–2018                  |
| Miatta Maria Samba                   | Sierra Leone                         | Mitglied                             | Sierra Leone                         | seit 2019                            |
| Vivian Margarette Solomon            | Sierra Leone                         | Mitglied                             | Sierra Leone                         | seit 2013                            |
| John Bankole Thompson                | Sierra Leone                         | Mitglied                             | Sierra Leone                         | seit 2014                            |
| Ibrahim Yillah                       | Sierra Leone                         | Hauptverteidiger                     | Sierra Leone                         | seit 2013                            |

## Sondergerichtshof

### Mandat
Der SCSL war zuständig für die strafrechtliche Verfolgung der Hauptverantwortlichen für schwere Verbrechen, die nach dem 30. November 1996 auf Sierra Leones Territorium begangen wurden – auch wenn der Bürgerkrieg in Sierra Leone der liberianisch unterstützten Revolutionary United Front gegen die wechselnden Regierungen Sierra Leones (beginnend während der Präsidentschaft Joseph Saidu Momohs) und Milizen bereits Anfang der 1990er begonnen hatte.
Im Einzelnen erstreckt sich die Zuständigkeit des Strafgerichtshofs auf die strafrechtliche Verfolgung von
- Verbrechen gegen die Menschlichkeit,
- schweren Verstößen gegen den gemeinsamen Artikel 3 der Genfer Konventionen beziehungsweise das Zusatzprotokoll II,
- anderen schweren Verletzungen des humanitären Völkerrechts:
  - Rekrutierung von Kindern unter 15 Jahren für bewaffnete Gruppen (Kindersoldaten),
  - vorsätzliche Angriffe auf die Zivilbevölkerung,
  - vorsätzliche Angriffe auf UN-Soldaten, -Personal oder -Einrichtungen

nach internationalem Recht, sowie auf die Verfolgung
- des Missbrauchs von Mädchen unter 15 Jahren,
- der Verschleppung von Mädchen zur sexuellen Ausbeutung und
- der Brandstiftung an Gebäuden

nach nationalem Recht. Er kann lediglich Einzelpersonen, nicht aber Organisationen oder Regierungen anklagen und aburteilen. Prozesse können nur gegen persönlich Anwesende eröffnet werden, Angeklagte haben als Höchststrafe eine lebenslange Freiheitsstrafe zu erwarten. Der Strafvollzug erfolgt in Sierra Leone, kann aber, wenn besondere Umstände vorliegen, auch in einem anderen Staat erfolgen. So wurde im Fall des aus Sicherheitsgründen nach Leidschendam-Voorburg bei Den Haag verlegten Prozesses gegen den als Warlord geltenden Liberianer Charles Taylor bereits im Vorfeld der Verlegung vereinbart, dass dieser bei einer Verurteilung seine Strafe in Großbritannien verbüßen wird.
Im Gegensatz zu den beiden UN-Tribunalen, dem Internationalen Strafgerichtshof für das ehemalige Jugoslawien in Den Haag und dem Internationalen Strafgerichtshof für Ruanda in Arusha, die aus dem allgemeinen Budget der Vereinten Nationen finanziert werden, finanziert sich der SCSL aus freiwilligen Beiträgen von UN-Mitgliedstaaten.

### Organisationsaufbau
Der Sondergerichtshof besteht aus der Gerichtsverwaltung, einer Anklagebehörde, dem Büro des Chefverteidigers sowie den Spruchkammern.
Der Anklagebehörde steht ein unabhängig arbeitender Chefankläger vor. Ernannt wird dieser vom UN-Generalsekretär. Derzeitiger Chefankläger ist der US-Amerikaner Stephen Rapp. Anklageschriften müssen von einem der Richter geprüft und bestätigt sein, bevor sie wirksam werden.
Dem Sondergerichtshof gehören mindestens acht Richter an. Drei Richter – davon einer von der Regierung Sierra Leones, zwei vom UN-Generalsekretär ernannt – bilden die Kammer der ersten Instanz, fünf – davon zwei von der Regierung Sierra Leones, drei vom UN-Generalsekretär ernannt – die Berufungskammer. Sie wählen aus ihren Reihen jeweils einen Vorsitzenden Richter, wobei der Vorsitzende Richter der Berufungskammer zugleich auch Präsident des Sondergerichtshofes ist.
Letzte Präsidentin des Sondergerichtshofs war seit 2008 die Richterin Renate Winter (Österreich).
Die Ernennung der Richter erfolgt für jeweils drei Jahre und kann erneuert werden. Auf Anforderung des Präsidenten des Sondergerichtshofes können bis zu drei weitere Richter ernannt werden, die im vorprozessualen Stadium oder als Ersatzrichter zum Einsatz kommen.

### Kammern

#### Anklagekammer I
| #  | Richter                      | Herkunftsland | Status               | Ernannt durch   | Amtszeit  |
| -- | ---------------------------- | ------------- | -------------------- | --------------- | --------- |
| 1. | Pierre Boutet                | Kanada        | Vorsitzender Richter | Generalsekretär | 2002–2013 |
| 2. | Rosolu John Bankole Thompson | Sierra Leone  | Mitglied             | Sierra Leone    | 2002–2013 |
| 3. | Benjamin Mutanga Itoe        | Kamerun       | Mitglied             | Generalsekretär | 2002–2013 |

#### Anklagekammer II
| #  | Richter             | Herkunftsland          | Status                                                  | Ernannt durch     | Amtszeit  |
| -- | ------------------- | ---------------------- | ------------------------------------------------------- | ----------------- | --------- |
| 1. | Richard Lussick     | Samoa                  | Vorsitzender Richter                                    | Sierra Leone      | 2005–2013 |
| 2. | Teresa Doherty      | Vereinigtes Königreich | Mitglied                                                | Generalsekretär   | 2005–2013 |
| 3. | Julia Sebutinde     | Uganda                 | Mitglied                                                | Generalsekretär   | 2005–2013 |
| 4. | El Hadji Malick Sow | Senegal                | Alternativmitglied der Verhandlung gegen Charles Taylor | Vereinte Nationen | 2007–2013 |

#### Berufungskammer
| #  | Richter             | Herkunftsland          | Status             | Ernannt durch                | Amtszeit              |
| -- | ------------------- | ---------------------- | ------------------ | ---------------------------- | --------------------- |
| 1. | Shireen Avis Fisher | Vereinigte Staaten     | Präsident Mitglied | Generalsekretär              | 2012–2013 2009–2013   |
| 2. | Emmanuel Ayoola     | Nigeria                | Vize-Präsident     | Generalsekretär              | 2002–2013             |
| 3. | George Gelaga King  | Sierra Leone           | Mitglied           | Sierra Leone                 | 2002–2013             |
| 4. | Renate Winter       | Österreich             | Mitglied Präsident | Generalsekretär              | 2002–2013 2008–2010   |
| 5. | Jon Kamanda         | Sierra Leone           | Mitglied           | Sierra Leone                 | 2007–2013             |
| 6. | Philip Nyamu Waki   | Kenia                  | Alternativmitglied | Sierra Leone/Generalsekretär | seit 27. Februar 2012 |
|    | Geoffrey Robertson  | Vereinigtes Königreich | Mitglied           |                              | 2002–20071            |
|    | Raja Fernando       | Sri Lanka              | Mitglied           |                              | 2004–20082            |

1 Hat wegen möglicher Befangenheit sein Mandat niedergelegt.
2 Verstorben

### Haftanstalten
Die Festgenommenen wurden zunächst in einer durch den SCSL renovierten Haftanstalt des Sierra Leone Prison Service auf der Insel Bonthe festgehalten, ehe sie 2003 nach Freetown überstellt wurden. Dort wurden diese während der Prozesszeit in einem neu errichteten Gefängnis aus dem Gelände des Sondergerichtshofs untergebracht. Dieses bestand aus zwei Blöcken mit jeweils neun Gefängniszellen. Hier wurden zeitweilig bis zu 10 Gefangene, darunter auch 2006 kurzzeitig Charles Taylor untergebracht. 51 Gefängnisaufseher, darunter sechs internationale, waren für die Überwachung zuständig. Aufgrund von Sicherheitsbedenken wurden alle verurteilten Täter, mit Ausnahme von Charles Taylor, ins Mpanga-Gefängnis nach Ruanda verbracht.
2009 wurde das Gefängnis an den sierra-leonischen Staat übergeben und diente ab Mai 2010 als Frauenhaftanstalt (siehe Frauengefängnis Freetown). Ab 2012 wurde es für bis zu zwei Jahre in fünf Zellen für die Durchsetzung von Ordnungsmitteln gegen in die Hauptprozesse involvierte Personen genutzt.

## Die Angeklagten

### Überblick
Nachstehende Tabelle gibt die Anzahl der Anklagepunkte, nicht Schuldsprüche an.
- VgdM = Verbrechen gegen die Menschlichkeit
- K = Kriegsverbrechen
- O = Ordnungsmittel wegen Missachtung des Gerichts

| Name                | Organisation       | Anklage       | Überstellung an SCSL | VgdM | K  | O  | Anmerkungen                                          |
| ------------------- | ------------------ | ------------- | -------------------- | ---- | -- | -- | ---------------------------------------------------- |
| Sam Bockarie        | RUF                | 7. März 2003  |                      | 07   | 10 |    | verstarb vor Prozessauftakt am 5. Mai 2003           |
| Alex Brima          | AFRC               | 7. März 2003  | 10. März 2003        | 07   | 08 |    | 50 Jahre Haft; verstarb am 9. Juni 2016              |
| Morris Kallon       | RUF                | 7. März 2003  | 10. März 2003        | 08   | 10 |    | 40 Jahre Haft                                        |
| Johnny Paul Koroma  | AFRC               | 7. März 2003  |                      | 07   | 10 |    | auf der Flucht, 2003 für tot erklärt                 |
| Samuel Hinga Norman | CDF (Kamajors)     | 7. März 2003  | 10. März 2003        | 02   | 06 |    | starb vor der Urteilsverkündung am 22. Februar 2007  |
| Foday Sankoh        | RUF                | 7. März 2003  | 10. März 2003        | 07   | 10 |    | verstarb vor Prozessauftakt am 29. Juli 2003         |
| Issa Sesay          | RUF                | 7. März 2003  | 10. März 2003        | 08   | 10 |    | 52 Jahre Haft                                        |
| Charles Taylor      | Präsident Liberias | 7. März 2003  | 29. März 2006        | 05   | 06 |    | 50 Jahre Haft                                        |
| Augustine Gbao      | RUF                | 16. Apr. 2003 | 10. März 2003        | 08   | 10 |    | 25 Jahre Haft, Ende 2020 frühzeitig entlassen        |
| Brima Kamara*       | AFRC               | 28. Mai 2003  | 10. März 2003        | 07   | 08 | 03 | 46 Jahre und 50 Wochen Haft                          |
| Moinina Fofana      | CDF                | 26. Juni 2003 | 29. Mai 2003         | 02   | 06 |    | 15 Jahre Haft, am 12. März 2015 frühzeitig entlassen |
| Allieu Kondewa      | CDF                | 26. Juni 2003 | 29. Mai 2003         | 02   | 06 |    | 20 Jahre Haft, im Juli 2018 frühzeitig entlassen     |
| Santigie Kanu*      | AFRC               | 16. Sep. 2003 | 17. Sep. 2003        | 07   | 08 | 02 | 51 Jahre und 50 Wochen Haft                          |
| Brima Samura        |                    | 25. Apr. 2005 | vorgeladen           |      |    | 01 | freigesprochen                                       |
| Margaret Brima      |                    | 25. Apr. 2005 | vorgeladen           |      |    | 01 | 1 Jahr Haft zur Bewährung                            |
| Neneh Jalloh        |                    | 25. Apr. 2005 | vorgeladen           |      |    | 01 | 1 Jahr Haft zur Bewährung                            |
| Esther Kamara       |                    | 25. Apr. 2005 | vorgeladen           |      |    | 01 | 1 Jahr Haft zur Bewährung                            |
| Anifa Kamara        |                    | 25. Apr. 2005 | vorgeladen           |      |    | 01 | 1 Jahr Haft zur Bewährung                            |
| Hassan Bangura      |                    | 24. Mai 2011  | 18. Juni 2012        |      |    | 02 | 18 Monate Haft                                       |
| Samuel Kargbo       |                    | 24. Mai 2011  | vorgeladen           |      |    | 02 | 18 Monate Haft zur Bewährung                         |
| Eric Senessie       |                    | 24. Mai 2011  | 15. Juni 2012        |      |    | 09 | 2 Jahre Haft                                         |
| Courtenay Griffiths |                    | 19. Juni 2012 | vorgeladen           |      |    | 01 | freigesprochen                                       |
| Prince Taylor       |                    | 4. Okt. 2012  | 6. Okt. 2012         |      |    | 09 | freigesprochen                                       |

* inklusive weiterer Schuldsprüche am 25. September 2012.

### Einzelheiten
Es liegen bisher Anklageschriften gegen insgesamt 13 Verdächtigte vor, wobei diejenigen gegen RUF-Führer Foday Sankoh und seinen Stellvertreter Sam Bockarie wegen deren Tod 2003 noch im vorprozessualen Stadium fallengelassen wurden.
Neben Charles Taylor, Liberias vormaligem Präsidenten, der als Drahtzieher gilt und dessen Prozess in den Räumlichkeiten des Internationalen Strafgerichtshofs in Den Haag stattfand, müssen sich in drei weiteren Prozessen führende Vertreter aller drei Bürgerkriegsparteien vor dem SCSL verantworten:
- im am 3. Juni 2004 eröffneten Prozess Civil Defence Forces der ehemalige Innenminister Samuel Hinga Norman (am 22. Februar 2007 verstorben) sowie Moinina Fofana und Allieu Kondewa,
- im am 5. Juni 2004 eröffneten Prozess Revolutionary United Front Issa Sesay, Morris Kallon und Augustine Gbao und
- im am 7. März 2005 eröffneten Prozess Armed Forces Revolutionary Council Alex Tamba Brima, Brima Bazzy Kamara und Santigie Borbor Kanu. Lediglich Johnny Paul Koroma, Anführer des AFRC, konnte dem SCSL bisher nicht zugeführt werden – es gilt als unsicher, ob er als flüchtig oder als tot zu gelten hat.

Im Februar 2007 starb der Hauptangeklagte im Prozess Civil Defence Forces, Sam Hinga Norman. Er war im Januar für einen Routineeingriff ins Militärhospital Hôpital Aristide Le Dantec im senegalesischen Dakar verbracht worden, wo er, nachdem der Eingriff am 8. Februar erfolgreich verlaufen war, am 22. Februar an einem Herzinfarkt starb. Das Verfahren gegen ihn, das vor der Urteilsverkündung gestanden hatte, wurde daraufhin eingestellt; alle in das bisherige gemeinsame Verfahren gegen Norman, Fofana und Kondewa eingebrachten Beweismittel werden zur Urteilsfindung gegen die beiden übriggebliebenen Angeklagten herangezogen. Fofana und Kondewa wurden 2007 wegen Mordes und der Rekrutierung von Kindersoldaten zu sechs bzw. acht Jahren Haft verurteilt. 2008 wurde das Strafmaß auf 15 bzw. 20 Jahre angehoben. Beide wurden in ein Gefängnis in Ruanda verbracht.
Am 20. Juni 2007 hat der Sondergerichtshof seine ersten Urteile gefällt. Im Prozess Armed Forces Revolutionary Council wurden alle drei Angeklagten der Kriegsverbrechen und Verbrechen gegen die Menschlichkeit für schuldig befunden. Am 19. Juli 2007 wurde das Strafmaß verkündet: Alex Tamba Brima und Santigie Borbor Kanu wurden zu 50 Jahren Haft verurteilt, Brima Bazzy Kamara zu 45 Jahren Gefängnis. Erstmals in der Geschichte der internationalen Strafjustiz sind dabei Angeklagte auch wegen der Rekrutierung von Kindersoldaten verurteilt worden. Erste Kommentatoren hoben die historische Bedeutung des Prozesses hervor, so Corinne Dufka von der Menschenrechtsorganisation Human Rights Watch: „Das Urteil ist wegweisend – es verkündet auch über Afrika hinaus, dass es ein Verbrechen ist, Kindern ihre Kindheit und Menschlichkeit zu rauben.“ Am 26. April 2012 befand der Sondergerichtshof Charles Taylor für schuldig. Das am 30. Mai 2012 verkündete Strafmaß beträgt 50 Jahre. Das Urteil zeigt, dass Macht nicht nur Autorität mit sich bringt, sondern auch Verantwortung und Rechenschaftspflicht. „Damit hat der SCSL einen weiteren wichtigen Schritt hin zu einer universalen Strafverfolgung, unabhängig von Rang und Position eines mutmaßlichen Völkerstrafrechtsverbrechers, gemacht.“